# Tomb Raider (joc video din 2013)
Tomb Raider este un videojoc de acțiune și aventură, al nouălea joc din seria Tomb Raider,  publicat de Square Enix și produs de Crystal Dynamics, fiind al cincilea joc produs de aceștia. Al treila dintr-o continuitate, jocul nu are nicio legătură cu niciun joc apărut înaintea lui, este un "restart" ce subliniază originile personajului principal, Lara Croft.
Tomb Raider a fost lansat in primul sfert al anului 2013. pentru Microsoft Windows, PlayStation 3 și Xbox 360. De menționat că jocul poartă același nume cu primul joc din serie și de asemenea cu seria de jocuri.

## Acțiunea
Proaspăt absolventă de facultate și în căutare de relicve, Lara, acum la 21 de ani, călătorește către o insulă de pe coasta Japoniei, la bordul navei Endurance, un vas de salvare, condus de căpitanul Conrad Roth. Nici nu ajunge la destinație, că vaporul este despicat în două de o furtună neprevăzută, aducând la situația în care Lara se află izolată de toți ceilalți supraviețuitori pe insulă. Pe această insulă va trece prin numeroase teste fizice și psihice.

## Jocul
Jocul începe cu Lara fără niciun fel de arme, unelte sau lucruri de primă necesitate în posesie, cum ar fi mâncare sau apă; toate acestea vor trebui procurate de către jucător pentru a ajuta la supraviețuirea ei. Unele părți din insulă nu sunt accesibile jucătorului până când Lara nu ajunge să-și dezvolte abilitățile fizice necesare ajungerii în locuri specifice, toate acestea prin intermediul unui sistem de abilități, numit "skill system", sau prin obținterea echipamentului care va ajuta jucătorul să treaca mai departe spre zonele noi ale insulei. La diferite tabere principale din joc, jucătorul poate combina obiectele găsite pentru a crea altele noi, sau să îmbunătățească abilitășile Larei sau să călătorească mai rapid între taberele pe care le-a descoperit deja, pentru a reduce timpul de deplasare înainte-înapoi în joc. Există o mai mare atenție concentrată pe tipul de luptă, în loc de sistemul de țintire "ațintit" automat pe inamic, cum se găsea în mai toate jocurile precedente, vom avea un sistem de țintire liber.
Jocul introduce un "instinct de supraviețuire" (survival instinct) pe care Lara îl va folosi la rezolvarea puzzle-urilor. Uneltele sau obiecte folositoare vor fi luminate în momentul în care jucătorul se va bloca în mijlocul unui puzzle. În orice caz, acest lucru poate fi făcut doar atunci când Lara stă pe loc. Unele elemente ale mediului în care se află Lara vor cădea în cazul în care Lara staționează pre mult timp pe ele. Când jucătorul sare să se prindă de o margine sau bordură, Lara nu se va mai alipi automat de cea mai apropiată margine, cum se întâmplă în jocurile precedente. Jucătorul va avea posibilitatea să schimbe direcția Larie în timp ce ea se află în aer. Enigmele/puzzle-urile vor fi mult mai complexe decât în jocurile anterioare, se vor folosi în acestea elemente ca foc, apă, vânt și fricțiune.

## Dezvoltare
După Tomb Raider: Underworld, Crystal Dynamics s-a despărțit în două echipe; prima lucrând la următorul jocul principal al francizei Tomb Raider, pe când a două echipă a lucrat la crearea unui produs secundar (spin-off) în franciză, Lara Croft and the Guardian of Light în anul 2010. Ca urmare a exagerării în media a speculării noului nume pentru următorul joc principal din serie, pe când cei de la Square Enix  nici nu concepeau numele jocului, în noiembrie 2010, Square Enix a fost nevoită să ofere o marcă noului joc Tomb Raider cu ajutorul sloganului: "A Survivor is Born", (în traducere:  "Un Supraviețuitor s-a Născut") .
În 6 decembrie 2010 Square Enix anunța că Tomb Raider a fost în procesul de producție pentru aproximativ 2 ani; "Square Enix Ltd. este emoționată astăzi să anunțe Tomb Raider, noul joc de la studioul Crystal Dynamics din Redwood City". Directorul studioului Darrell Gallagher spune, "Uită tot ce știai despre Tomb Raider, aceasta este o poveste despre origini ce o creează pe Lara Croft și o duce într-o călătorie de definire a personalității așa cum nu am mai fost înainte". Situl și revista Game Informer prezenta exclusiv coperta jocului în numărul din ianuarie 2011, precum și primele detalii generale despre joc de la Crystal Dynamics din 12 December 2010. Tomb Raider este primul joc din serie de așteptat șă primească clasificarea de Mature 17+ de la Entertainment Software Rating Board din Statele Unite al Americii, clasificare ce restricționeză ca jocul să fie jucat de persoane sub 17 ani.
Mișcăriile modelul video a Larei Croft este animat cu ajutorul tehnologiei performance capture, tehnica utilizată deja în jocurile anterioare, cum este Tomb Raider: Underworld. Jocul se folosește de motorul grafic al celor de la Crystal Dynamics, numit "Motorul Grafic Crystal".
Pe data de 3 iunie 2011, trailer-ul "Turning Point" în grafică generată pe calculator, sparge gheța având premiera la Electronic Entertainment Expo 2011, anunțând totodată și data în care va fi lansat jocul, primul sfert al anului 2012.

## Distribuția actorilor de voce
Keeley Hawes, vocea care a dublat peste patru ani în serie, nu se va întoarce pentru a fi vocea Larei Croft în jocul din 2012, rămânând vocea jocurilor Tomb Raider: Legend, Anniversary, Underworld și Lara Croft and the Guardian of Light. Contribuția ei în limba engleză este cea mai lungă din serie, peste patru ani. În decembrie 2010, Crystal Dynamics spunea că este în căutarea a zeci de actrițe de voce. După cum se poate observa în trailerul și jocul de la Expo E3 2011, exista deja o actriță de voce neanunțată oficial încă. În 17 Octombrie, Directorul Global de Brand Karl Stewart aruncă informația că încă suntem în așteptarea anunțării actriței de voce.

## Muzica
În 21 decembrie 2010 a fost lansat un podcast de către Game Informer, în care apărea un așa-zis pasaj din muzica jocului. compus de Aleksandar Dimitrijevic. Totuși, 6 zile mai târziu, tweet-uri de la Directorul Global de Brand de la Crystal Dynamics, Karl Stewart, clarifica declarația dată de Game Informer; confirmând că "Alex Dimitrijevic compune pentru trailerul jocului. Oficial nu am anunțat încă compozitorul jocului.". În 8 iunie 2011, după premierea trailerului, Stewart susține, referindu-se la muzica din trailerul Turning Point că  "...această piesă nu este o piesă la care [Alex Dimitrijevic] să fi lucrat ".
În 7 iunie 2011, Megan Marie (Managerul Comunității din Crystal Dynamics) explică pe blogul oficial Tomb Raider că "Scopul nostru [este] să ne asigurăm că vom lansa un soundtrack". Stewart a adăugat "acesta va fi un compozitor cu totul nou și este cineva pe care l-am adus să lucreze pentru joc și de asemenea și pentru această piesă [din trailer]"  și că "vom face un anunț mai important spre sfârșitul anului". În Making of Turning Point (cum a fost făcut trailerul "Turning Point"), designerul de sunet Alex Wilmer explica cum compozitorul a cărui nume nu a fost anunțat, a dirijat de la distanță un violonist concertist pentru a executa această "piesă de natură intimă"..
În al patrulea podcast Crystal Habit de pe blogul Tomb Raider din 17 octombrie 2011, Marie vorbește cu Wilmer și designerului de sunet Jack Grillo despre colaborarea cu compozitorul neanunțat.  Grillo susținea că "Facem această uvertură... unde avem o schiță a structurii narative și avem compozitorul nostru să creeze diferite teme muzicale care vor apare pe toată durata jocului" iar Wilmer sublinia că muzica compozitorului se va adapta dinamic în joc; compusă "...emoțional astfel încât să reacționeze instant la evenimentele ce se desfășoară".